# Суюг
Суюг (рум. Suiug) — село у повіті Біхор в Румунії. Входить до складу комуни Абрам.
Село розташоване на відстані 427 км на північний захід від Бухареста, 47 км на північний схід від Ораді, 107 км на північний захід від Клуж-Напоки.

## Населення
За даними перепису населення 2002 року у селі проживали 507 осіб. Рідною мовою 503 особи (99,2%) назвали румунську.
Національний склад населення села:
| Національність | Кількість осіб | Відсоток |
| -------------- | -------------- | -------- |
| румуни         | 464            | 91,5%    |
| цигани         | 35             | 6,9%     |
| угорці         | 7              | 1,4%     |